# Pobiedziska (gmina)
Pobiedziska (do 1954 miasto Pobiedziska + gmina Polskawieś) – gmina miejsko-wiejska w województwie wielkopolskim, w powiecie poznańskim. W latach 1975–1998 gmina położona była w województwie poznańskim.
Siedziba gminy to Pobiedziska.
Według danych z 31 grudnia 2010 gminę zamieszkiwały 17 624 osoby. Natomiast według danych z 31 grudnia 2017 roku gminę zamieszkiwało 19 411 osób.
Według danych z 31 grudnia 2019 roku gminę zamieszkiwało 19 741 osób.
Na terenie gminy funkcjonuje lądowisko Poznań-Bednary.

## Struktura powierzchni
Według danych z roku 2002 gmina Pobiedziska ma obszar 189,27 km², w tym:
- użytki rolne: 61%
- użytki leśne: 24%

Gmina stanowi 9,96% powierzchni powiatu.

## Demografia
Dane z 30 czerwca 2005:
| jednostka | osób  | %   | osób | %    | osób | %                                 |    |    |      |      |      |      |
| populacja | 16214 | 100 | 8227 | 50,9 | 7987 | gęstość zaludnienia (mieszk./km²) | 86 | 86 | 42,9 | 42,9 | 41,3 | 41,3 |

- Piramida wieku mieszkańców gminy Pobiedziska w 2014 roku[6].

## Sołectwa
Bednary, Biskupice, Bociniec, Borowo-Młyn, Główna, Góra, Jankowo, Jerzykowo, Kocanowo, Kociałkowa Górka, Kołata, Latalice, Łagiewniki, Podarzewo, Polska Wieś, Pomarzanowice, Promno, Stęszewko, Wagowo, Węglewo, Wronczyn, Złotniczki.
Miejscowości bez statusu sołectwa: Bugaj, Czachurki, Gołunin, Jerzyn, Kowalskie, Krześlice, Olszak, Promno-Stacja, Pruszewiec, Stara Górka, Suchy Bór, Tuczno, Uzarzewo-Huby, Wójtostwo, Zbierkowo.

## Sąsiednie gminy
Czerniejewo, Czerwonak, Kiszkowo, Kostrzyn, Łubowo, Murowana Goślina, Nekla, Swarzędz